# نمر (جنس)
جنس النمر أو جنس النمور (باللاتينية: Panthera) هو أحد أجناس فصيلة السنوريات (القططيات، القطط) والذي ينتمي إليه أربعة أنواع من أشهر أعضاء هذه الفصيلة وهي: الببر، الأسد، اليغور، والنمر. يحوي هذا الجنس قرابة نصف أعضاء الأسرة النمرية، أي السنوريات الكبرى. إن إحدى استخدامات كلمة «نمر» (بالإنجليزية: panther، بانثر) هي للإشارة عن أي سنور ينتمي لهذا الجنس. تُشتق كلمة "panther" من الكلمة الإغريقية بان- (بمعنى «جميع») وثير (بمعنى «وحش»)، بما أن العلماء القدماء في اليونان كانوا ينظرون للأسود والببور والنمور على أنها أعظم وحوش الأرض القادرة على الفتك بأي مخلوق أخر. ترمز كلمة πάνθηρ، بانثر، pánthēr اليونانية إلى السنوريات المرقطة إجمالا، ويعتقد البعض أنها ذات جذور شرق آسيوية تعني «الحيوان المصفر» أو «الضارب إلى الصفار».
تمتلك هذه السنوريات الأربعة وحدها، من بين جميع أعضاء الفصيلة، الخواص الأحائية اللازمة التي تمكنها من الزئير. كان يُعتقد بأن السبب الذي يُمكن هذه الحيوانات من ذلك هو التعظم غير الكامل للعظم اللامي، إلا أن الدراسات الحديثة أظهرت أن هذه القابلية ترجع إلى خصائصها التشكلية المميزة، وبشكل خاص تلك المتعلقة بالحنجرة. يضم بعض العلماء نمر الثلوج (Uncia uncia) إلى هذا الجنس في بعض الأحيان، على الرغم من أنه غير قادر على الزئير مع أن عظمه اللامي غير متعظم كليّا كما باقي أعضاء هذا الجنس، إلا أنه يفتقد تلك الخصائص التشكلية لحنجرته.

## التطور
تعرّض جنس النمر، كما باقي أجناس الأنواع المنتمية لفصيلة السنوريات للكثير من الجدل والتغيرات مع تطور الدراسات المختصة بعلم الأحياء وفروعه، ولا تزال العلاقة المحددة بين الأنواع الأربعة الكبرى من السنوريات (بالإضافة للنمر الملطخ ونمر الثلوج) مبهمة. يُعتقد أن سلف هذه السنوريات، والذي يقبع على قاعدة تصنيف هذا الجنس، هو السنور المنقرض Viretailurus schaubi، والذي يُعتبر أيضا عضوا بدائيّا ينتمي لجنس الكوجر. يعتقد العلماء أن جنس النمر تطور ونشأ في آسيا، لكن جذوره القاطعة لا تزال غير مؤكدة. يُقدر أن السنوريات النمرية (بما فيها الأجناس الباقية حتى اليوم: النمر، Panthera، نمر الثلوج، Uncia، والقط الجديد، Neofelis)، انشقت عن الأسرة القطية (التي تحوي جميع أنواع السنوريات الباقية) بين حوالي 6 و 10 ملايين سنة. يُظهر سجل المستحثات أن جنس النمور برز منذ مليونين إلى 3.8 ملايين سنة.
تفيد الدراسات الوراثية والتشكلية بأن الببر كان أول من انشق عن السلف المشترك للنمور، إلا أن هذا الأمر لا يزال غير مؤكد تماما. كان العلماء ينظرون إلى نمر الثلوج على أنه يقبع على قاعدة جنس النمر، أي أنه قريب جدا منها ولكن ليس لدرجة تسمح بضمه إلى الجنس، إلا أن الدراسات الجزيئية الحالية تقترح أن يتم ضمه لهذا الجنس، حتى أنها تقول بأنه يعتبر نوعا شقيقا للنمر، وبالتالي فإن الكثير من العلماء اليوم يصنفون نمر الثلوج من ضمن جنس النمور، إلا أنه ليس هناك من اتفاق فعلي بين المختصين حتى الآن حول ما إذا كان نمر الثلوج يجب أن يبقى مصنفا بجنس خاص به هو Uncia أو يُنقل إلى Panthera uncia. ظهر أقدم سنور ينتمي لجنس النمور في أوروبا منذ حوالي 1.6 مليون سنة في ما يُعرف اليوم بأوليفولا في إيطاليا، ويُعرف هذا الحيوان باليغور الأوروبي (Panthera gombaszogensis).
يضع العلماء النمر الملطخ (Neofelis nebulosa)، الذي فُصل إلى نوعين مستقلين عام 2007 هما النمر الملطخ ونمر بورنيو الملطخ (Neofelis diardi)، على قاعدة جنس النمور، ولكنهم لا يضموه إليها إذ أنه لا يُعتبر قريبا بما فيه الكفاية.

## الانتشار
تقلص موطن السنوريات الأربعة الكبرى المنتمية لجنس النمور بشكل كبير حاليّا، وذلك بسبب الصيد والاضطهاد الذي تعرضت له على مر السنوات بالإضافة لفقدان المسكن حاليّا بسبب سكن معظمها في دول ذات كثافة سكانية عالية تدفع بالبشر إلى بناء المزيد من المستوطنات في مناطق وجود الحياة البرية.
| - موطن الأسود الحالي. - موطن الببور في عام 1900 و 1990. - الموطن الحالي والسابق لليغور. |

كانت الأسود تُعتبر أكثر ثدييات اليابسة الكبرى انتشارا بعد الإنسان حتى أواخر العصر الحديث الأقرب (البليستوسين، منذ حوالي 10,000 سنة)، حيث كانت توجد في معظم أنحاء إفريقيا، الكثير من أنحاء أوراسيا من أوروبا الغربية حتى الهند، وعبر جسر بيرينغ وصولا إلى الأمريكيتين، من يوكون حتى البيرو. كانت بعض أقسام هذا الموطن تقطنها سلالات أصبحت اليوم في عداد الحيوانات المنقرضة، أما الآن فهي تعيش بصورة رئيسية في أفريقيا جنوب الصحراء الكبرى وفي غابة غير بولاية غوجرات في الهند. والببور كانت تقطن مختلف أنحاء آسيا الشرقية، الجنوبية والوسطى، أما اليوم فهي مبعثرة مع تجمع جمهراتها الرئيسية في الهند وجنوب شرق آسيا وبعض أنحاء الشرق الأقصى. وكذلك الحال بالنسبة للنمور التي تعيش في موطن متجزئ في آسيا وبعض أنحاء أفريقيا، واليغور الذي اختفى من جنوبي الولايات المتحدة وبعض أنحاء أمريكا الوسطى والجنوبية.

## التصنيف
قام العلماء بتصنيف العديد من السلالات لهذه السنوريات الأربعة؛ إلا أن الكثير من سلالات النمر والأسد مشكوك بأمرها، حيث يعتقد معظم العلماء الآن أنها يجب أن تُضم في سلالة واحدة فقط، فمؤخرا أصبحت جميع سلالات النمر الأفريقي تُضم في سلالة واحدة، كذلك يقترح البعض ضم جميع سلالات الأسد القاطنة جنوب الصحراء الكبرى في سلالة واحدة نظرا لعدم وجود ما يكفي من العلامات الوراثية التي تميزها عن بعضها البعض. تمّ تصنيف بعض سلالات الأسود المنقرضة وفقا للوثائق التاريخية والمستحثات التي تمّ العثور عليها، ويُحتمل أن تكون هذه الحيوانات أنواعا مستقلة بحال أظهرت الدراسات أي معلومات جديدة.
يعتقد الكثير من العامة أن النمر الأسود نوعا مستقلا بذاته من النمور، إلا أنه في الواقع ليس سوى نمرا عاديا يحمل مورثة غالبة تدحر المورثة التي تحمل اللون الصدئ وتحل مكانها.، والنمر الأسود (بالإنجليزية: Black panther) اسم يُطلق على الأفراد التي تحمل هذه المورثة من اليغاور والنمور.

### الأنواع، النويعات، والجمهرات

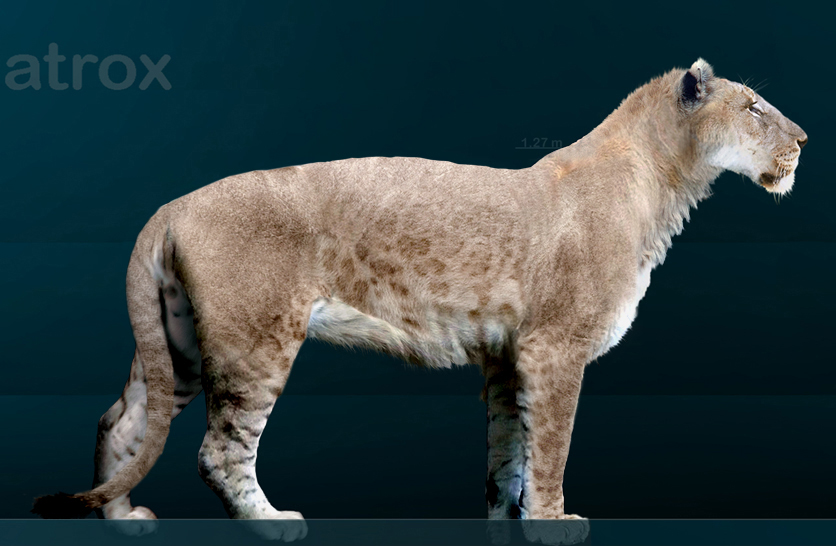
رسم رقمي للأسد الأميركي بناءً على بنية هيكله العظمي وما يفترضه العلماء.

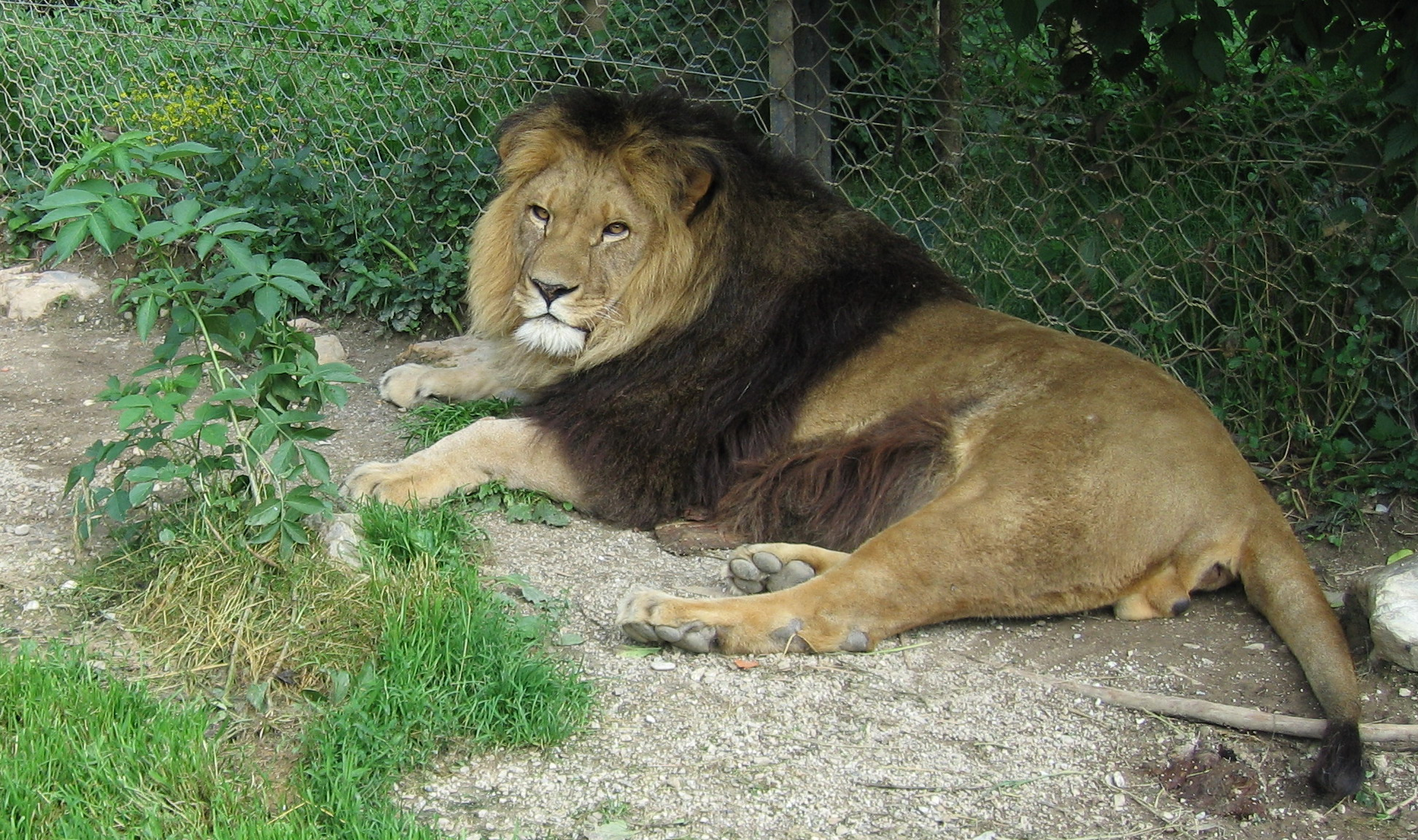
أسد يُحتمل أنه بربري في حديقة حيوانات في لوبلانا. انقرضت جميع الأسود البربرية حاليا من البرية.

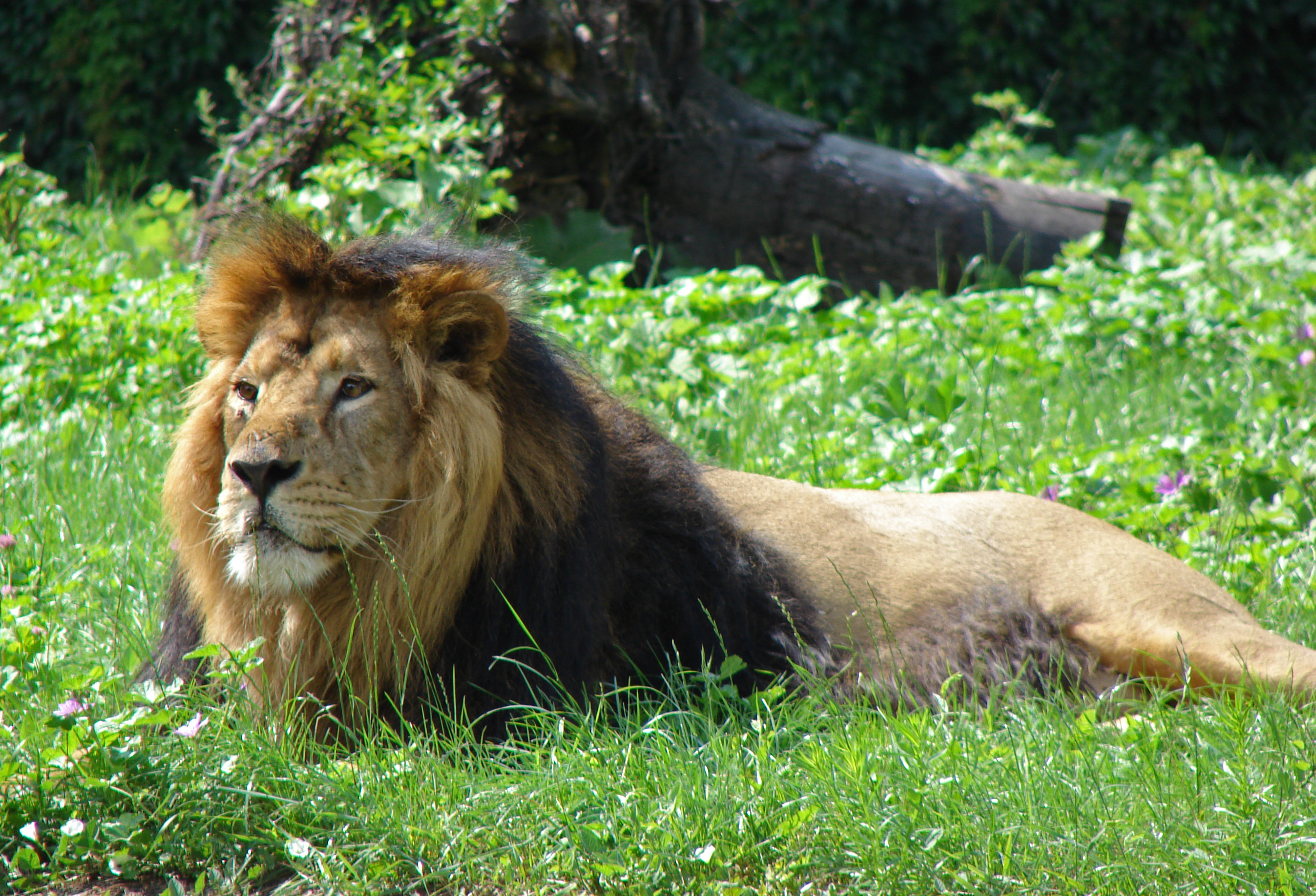
أسد آسيوي في حديقة للحيوانات.

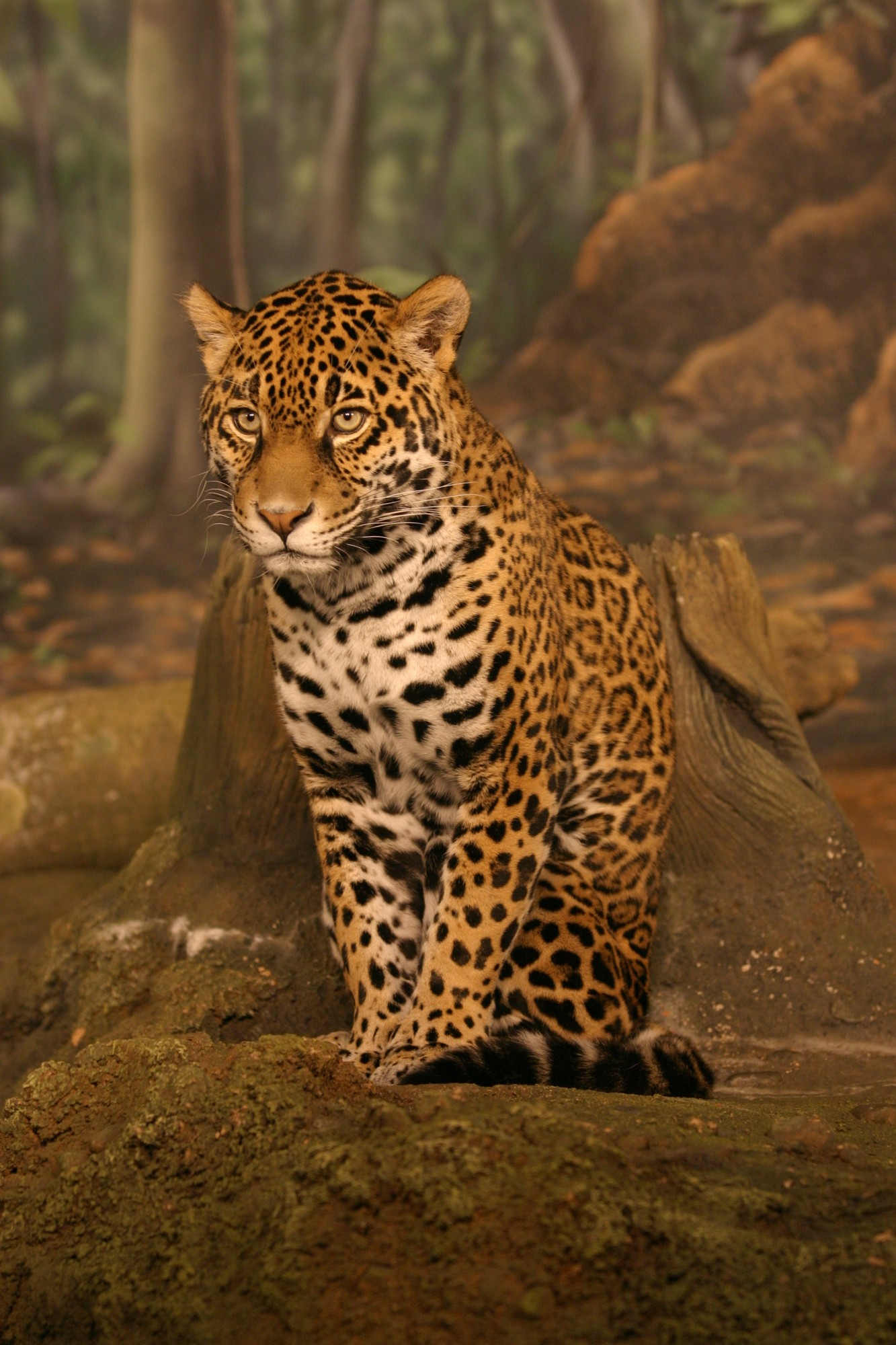
يغور في حديقة حيوانات مقاطعة ميلواكي، ويسكنسن، الولايات المتحدة.

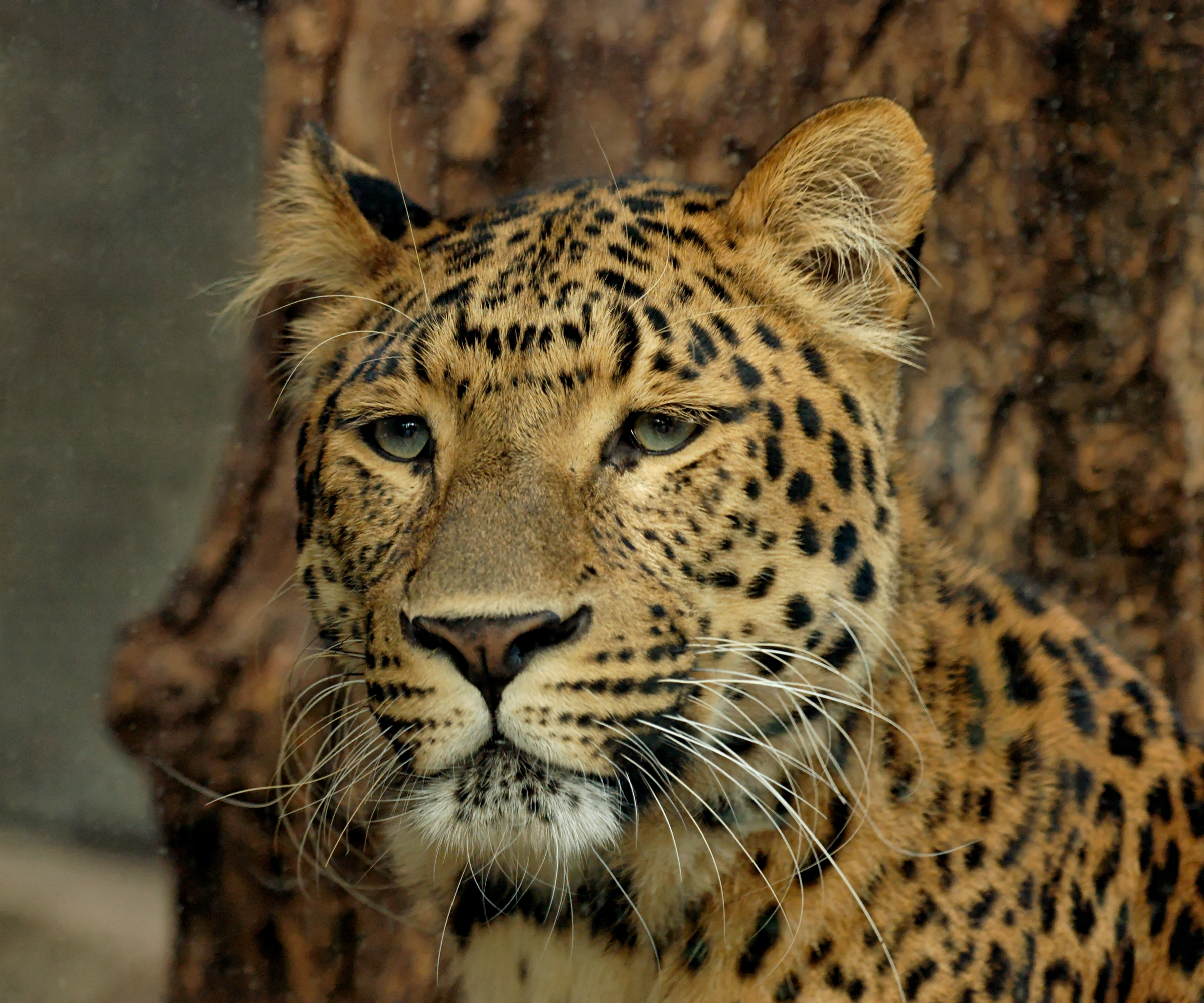
نمر شمال الصين.

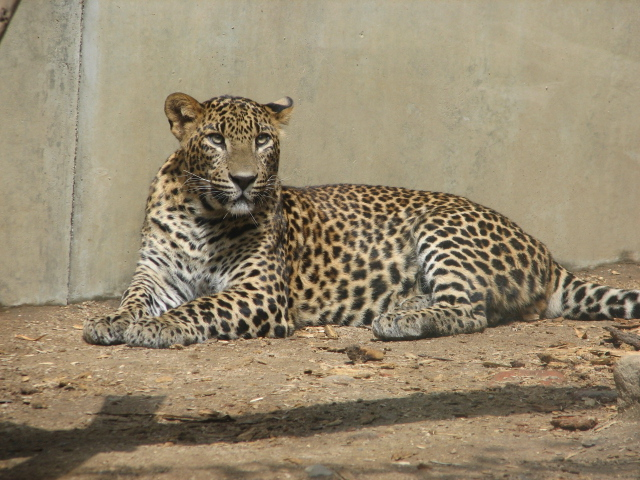
نمر سريلانكي في حديقة حيوانات يهليفا، جمهورية التشيك.

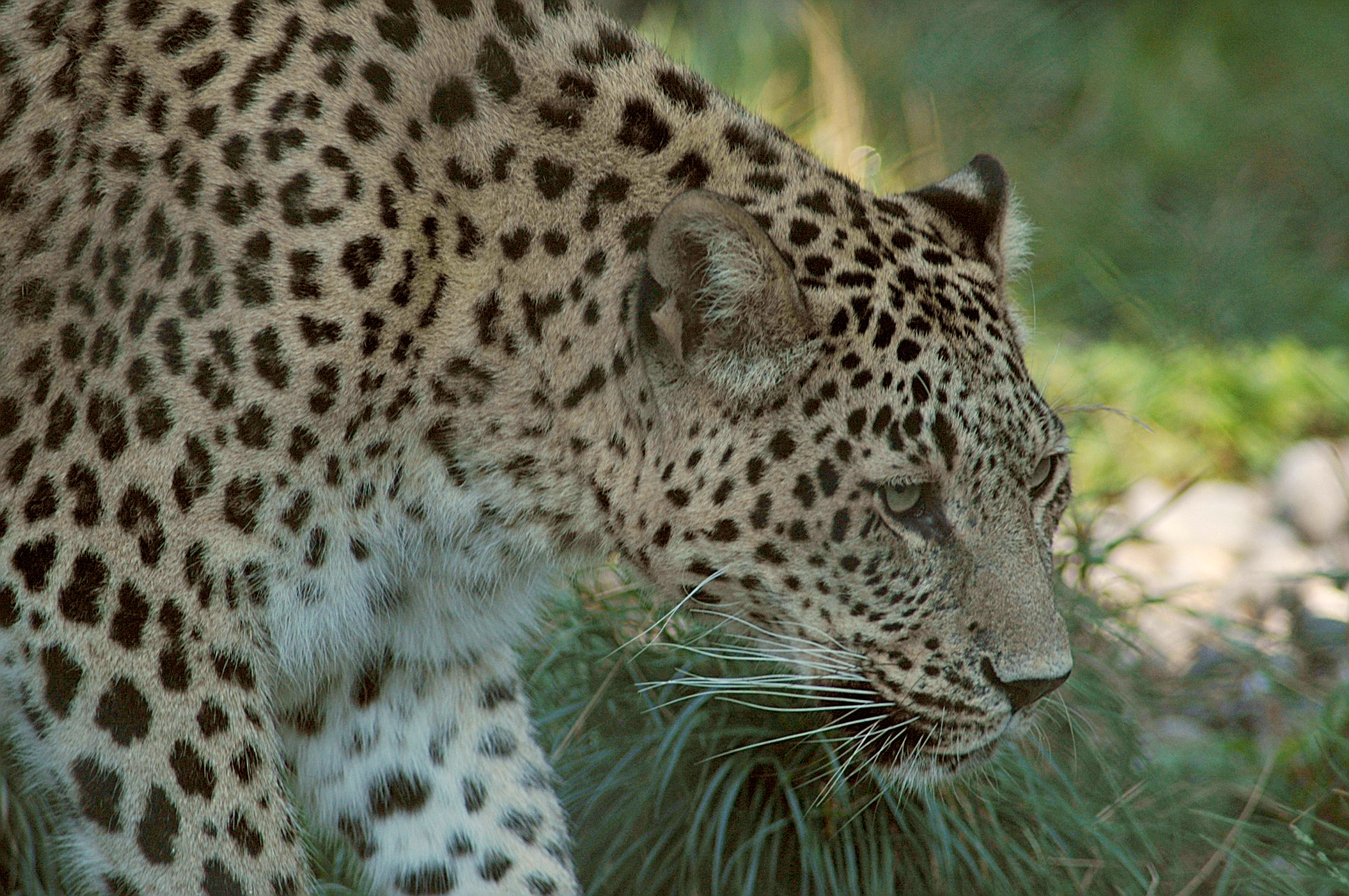
النمر الفارسي.

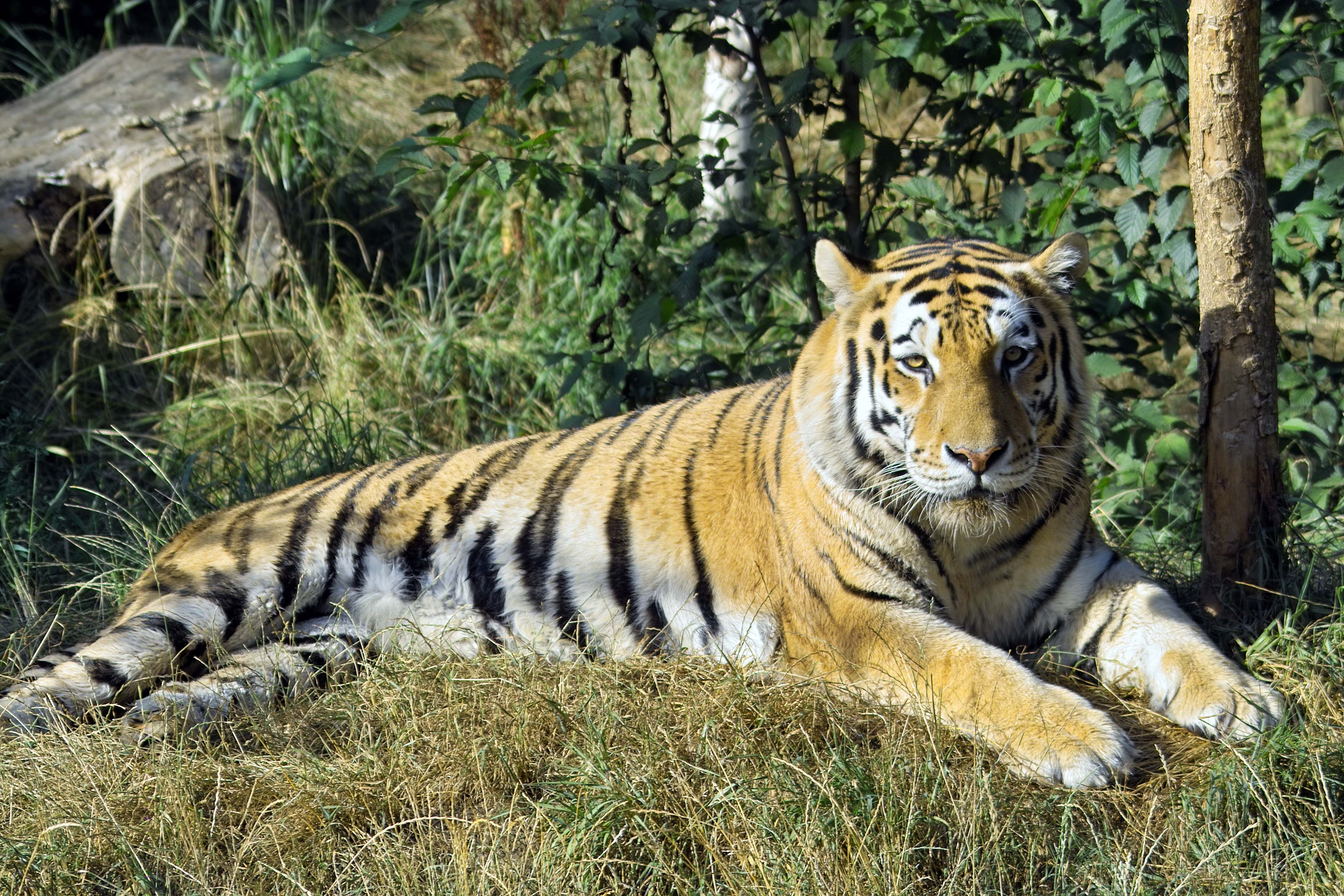
الببر السيبيري، أكبر نويعات الببر وأضخم السنوريات المنتمية لجنس النمور.

الببر البنغالي.

علامة † تفيد أن هذا النوع، النوع، أو الجمهرة منقرضة:
- فصيلة: السنوريات
  - جنس: النمر، Panthera
    - Panthera crassidens  (يُحتمل أنه مطابق لنوع أخر من السنوريات البدائية) †
    - اليغور الأوروبي (Panthera gombaszoegensis) †
    - الأسد (Panthera leo)
      - الأسد الأمريكي، أسد كهوف أمريكا الشمالية، أو أسد الكهوف الأمريكي (Panthera leo atrox) †
      - أسد أفريقيا الوسطى (Panthera leo azandica)
      - أسد جنوب غرب إفريقيا أو أسد كاتنغا (Panthera leo bleyenberghi)
      - الأسد الأوروبي (Panthera leo europaea) †
      - الأسد الأحفوري أو أسد الكهوف الأوروبي لمنتصف أوائل العصر الحديث الأقرب (Panthera leo fossilis) †
      - أسد جنوب شرق إفريقيا أو أسد الترانسفال (Panthera leo krugeri)
      - الأسد البربري أو أسد الأطلس (Panthera leo leo)
      - أسد رأس الرجاء الصالح (Panthera leo melanochaita)
      - أسد شرق إفريقيا أو أسد الماساي (Panthera leo nubica)
      - الأسد الآسيوي، الأسد الفارسي، الأسد الهندي، أو أسد جنوب آسيا (Panthera leo persica)
      - الأسد السنغالي أو أسد غرب إفريقيا (Panthera leo senegalensis)
      - الأسد السريلانكي أو الأسد السيلاني (Panthera leo sinhaleyus) †
      - أسد الكهوف، أسد الكهوف الأوروبي، أسد الكهوف الأوراسي، أو أسد الكهوف الأوروبي لأواخر العصر الحديث الأقرب (Panthera spelaea) †
      - أسد شرق سيبيريا أو أسد كهوف برنجيا (Panthera leo vereshchagini)

    - اليغور (Panthera onca)
      - اليغور الأمازوني (Panthera onca onca)
        - يغور البيرو (P. onca peruviana)

      - اليغور المكسيكي (Panthera onca hernandesii)
        - يغور أمريكا الوسطى (P. onca centralis)
        - يغور أريزونا (P. onca arizonensis)
        - يغور الجنوب الشرقي (P. onca veraecrucis)
        - يغور غولدمان (P. onca goldmani)

      - يغور البنتانال (Panthera onca palustris)
        - يغور الباراغواي (P. o. paraguensis)

      - يغور أمريكا الجنوبية للعصر الحديث الأقرب (Panthera onca mesembrina) †
      - يغور أمريكا الشمالية للعصر الحديث الأقرب (Panthera onca augusta) †

    - النمر البائد (Panthera palaeosinensis) - نمر من العصر الحديث الأقرب - يُحتمل أن يكون سلف الببر. †
    - نمر أوين (Panthera pardoides) - نمر بدائي - يُحتمل ان يكون مطابق للسنور Panthera schaubi. قد لا ينتمي لجنس النمور. † [16]
    - النمر (Panthera pardus)
      - نمر الهند الصينية (Panthera pardus delacouri)
      - النمر الهندي (Panthera pardus fusca)
        - النمر الكشميري (P. pardus millardi)
        - النمر النيبالي (P. pardus pernigra)

      - نمر شمال الصين (Panthera pardus japonensis)
      - النمر السريلانكي (Panthera pardus kotiya)
      - النمر الجاوي أو نمر جاوة (Panthera pardus melas)
      - النمر العربي (Panthera pardus nimr)
      - النمر الشمالي أو نمر آمور (Panthera pardus orientalis)
      - النمر الأفريقي (Panthera pardus pardus)
        - النمر البربري (P. pardus panthera)
        - نمر رأس الرجاء الصالح (P. pardus melanotica)
        - نمر أفريقيا الوسطى (P. pardus shortridgei)
        - نمر الكونغو (P. pardus ituriensis)
        - نمر أفريقيا الشرقية (P. pardus suahelica)
        - النمر الأرتري (P. pardus antinorii)
        - النمر الصومالي (P. pardus nanopardus)
        - النمر الأوغندي (P. pardus chui)
        - نمر أفريقيا الغربية (P. pardus reichinowi)
        - النمر الغابوي لأفريقيا الغربية (P. pardus leopardus)
        - نمر زنجبار (P. pardus adersi) - يُرجح †

      - النمر الفارسي (Panthera pardus saxicolor)
        - النمر الأناضولي (P. pardus tulliana)
        - النمر البلوشستاني (P. pardus sindica)
        - النمر القوقازي (P. pardus ciscaucasica)
        - نمر فارس الوسطى (P. pardus dathei)
        - نمر سيناء أو نمر جارفيس (P. pardus jarvisi)

      - النمر الأوروبي (Panthera pardus sickenbergi) †

    - Panthera schreuderi - سنور بائد يُحتمل أن يكون هو نفسه اليغور الأوروبي وأعطي اسما علميا أخر عن طريق الخطأ. † [17]
    - الببر (Panthera tigris)
      - الببر السيبيري (Panthera tigris altaica)
        - الببر القزويني (Panthera tigris virgata) †

      - ببر جنوب الصين (Panthera tigris amoyensis)
      - ببر بالي (Panthera tigris balica) †
      - ببر الهند الصينية أو ببر كوربت (Panthera tigris corbetti)
      - الببر المالاوي (Panthera tigris jacksoni)
      - الببر الجاوي أو ببر جاوة (Panthera tigris sondaica) †
      - الببر السومطري (Panthera tigris sumatrae)
      - الببر البنغالي أو الببر البنغالي الملكي (Panthera tigris tigris)

    - الأسد التوسكاني أو اليغور التوسكاني (Panthera toscana) - يُحتمل أن يكون هو نفسه اليغور الأوروبي وأعطي اسما علميا أخر عن طريق الخطأ. †
    - أسد يونغ (Panthera youngi) - سنور صيني بائد شبيه بالأسد. †

### الهجائن
بدأ تهجين أنواع السنوريات الكبيرة فيما بينها خلال القرن التاسع عشر، عندما أخذت حدائق الحيوانات تقوم بتزويج الأنواع المختلفة مع بعضها رغبة منها بعرض أنواع غريبة لتزيد من نسبة أرباحها. يعرف عن الأسود بأنها تتزاوج والببور (من السلالالتين البنغالية والسيبيرية غالبا) وتنتج ما يسمّى بالأسود الببرية والببور الأسديّة، وقد كانت هذه الحيوانات الهجينة تعرض غالبا في حدائق الحيوانات، إلا أن التهجين حاليا لا يُشجّع عليه بسبب تأثيره السلبي على برامج الإكثار والحفاظ على الأنواع والسلالات المختلفة، إلا أنه لا يزال يتم التهجين بين الأسود والببور في الممتلكات الخاصة وحدائق الحيوان في الصين.

زوج من الأسود الببرية في منتزه أفرلاند، كوريا الجنوبية، ويبدو الذكر على اليمين والأنثى على اليسار.

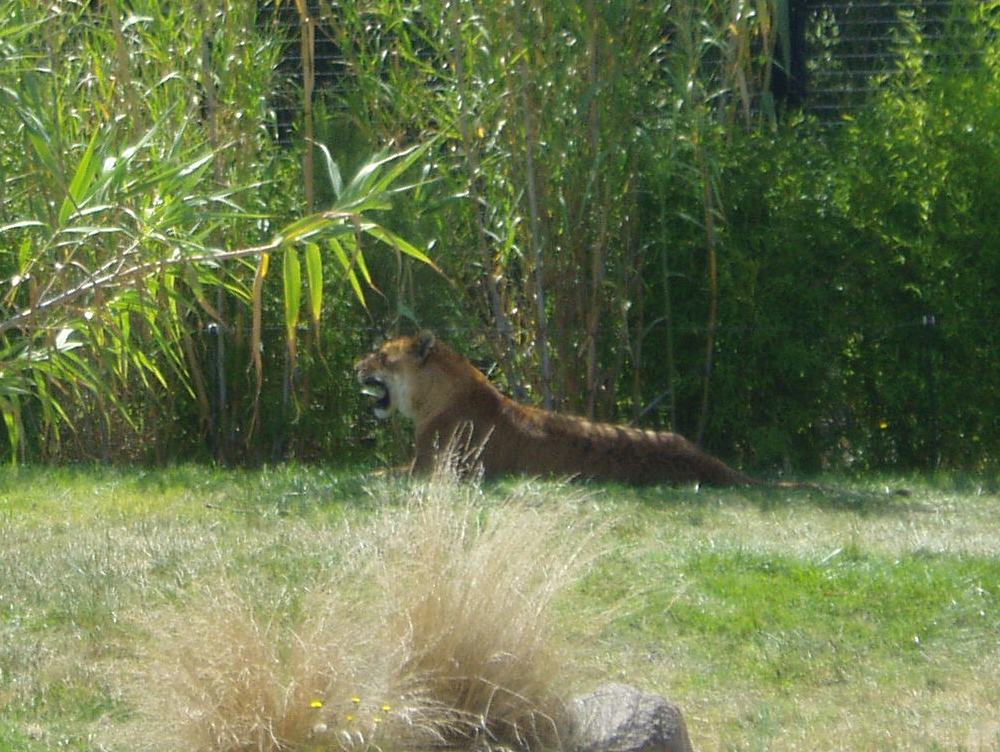
ببر أسدي في المعرض المائي وحديقة الحيوانات الوطنية، كانبرا، أستراليا.

الأسد الببري هو نتاج أسد ذكر وببرة  وهو ينمو ليصبح أكبر حجما من كلا الوالدين، وذلك عائد لأسباب بيولوجيّة حيث أن الأسد يطلق هرمونا يحثّ على النموّ في حين تطلق اللبوة هرمونا يكبح النمو فيؤدي ذلك إلى ولادة الشبل بحجم مماثل لحجم والديه، إلا أن هذا الهرمون لا تمتلكه الببرة مما يؤدي إلى نموّ الشبل الهجين بشكل يفوق حجم والديه. تمتلك الأسود الببرية عدة صفات وخصائص مشتركة من كلا الوالدين حيث تكون رمليّة اللون كالأسد ومخططة كالببر، وذكور هذه الحيوانات عقيمة بينما تكون الإناث غالبا قادرة على الإنجاب. تمتلك الذكور حوالي نسبة 50% كي تنمو لها لبدة، إلا أنه حتى بحال نمت لها فإن حجمها يكون نصف حجم لبدة الأسد الحقيقي، ويبلغ طول هذه الحيوانات ما بين 10 و 12 قدما في العادة ويمكنها أن تزن ما بين 800 و 1000 رطل أو أكثر.
أما الببر الأسدي فأقل شهرة، وهو نتاج ببر ذكر ولبوة، وبما أن الببر الذكر لا يطلق هرمونا يحث على النمو بينما تطلق اللبوة هرمونا يكبحه، فإن هذه الحيوانات غالبا ما تكون صغيرة الحجم حيث يصل وزنها إلى 150 كيلوغراما (350 رطلا) فقط، أي أنها تكون أصغر من الأسود بحوالي 20%، وكما الأسود الببرية فإنها تمتلك صفات وخصائص مشتركة من كلا الوالدين، وتكون الذكور منها عقيمة.

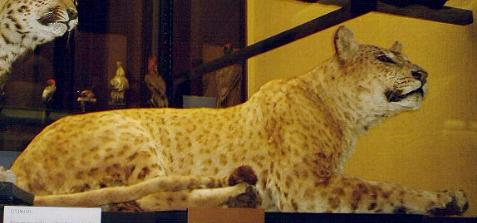
هجين يغور وأسد محنط في متحف روثتشايلد، ترينغ، إنكلترا.

ومن هجائن أفراد جنس النمور المعروفة أيضا، النتاج المعروف باسم النمر الأسدي، وهو هجين بين نمر ذكر ولبوة، وأول هذه الهجائن معروف من الهند، حيث قامت حديقة حيوانات كولهابور بتزويج النوعين عام 1910، وبعد نفوق الحيوان تبرعت الحديقة بجلده وجمجمته إلى المتحف البريطاني للتاريخ الطبيعي. يعتبر برنامج الأسود النمرية التابع لحديقة كوشين هانشين، في مدينة نيشينوميا باليابان الأشهر في العالم، ففي عقد الخمسينات من القرن العشرين كانت الكثير من حدائق الحيوان تعرض هجائن الأسود والببور لتزيد من معدل زوارها، وكان هذا الأمر قد انتشر بشكل كبير في حدائق العالم بما فيها اليابان، فاختارت الحديقة السالف ذكرها عرض هجائن جديدة خاصة بها، فقامت بتزويج نمر يدعى «كانيو» إلى لبوة تدعى «سونوكو». تكون الأسود النمرية أكبر حجما من النمور وتمتلك أجسادا مكتنزة كأجساد الأسود وقوائم قصيرة كقوائم النمر، بالإضافة لرقط بنية (وليست سوداء كرقط والدها) وذيول تنتهي بخصلة شعر. برز لذكور الهجائن اليابانية لبدات بسيطة، بلغ طولها 20 سنتيمتر، عندما وصلت لمرحلة البلوغ، وقد ثبت أنها جميعا عقيمة. كذلك يزعم البعض حصول تهجين بين نمور ويغاور وببور.